# Olivier Gadet
Olivier Gadet est un éditeur et écrivain français né à Paris en 1959.

## Biographie
Après avoir été responsable des Presses Universitaires de Grenoble de 1981 à 1985, Olivier Gadet crée en 1987 sa propre maison, les éditions Cent Pages, qu'il dirige depuis. Ce nom a été choisi en référence à la collection développée en Italie par Italo Calvino dans les années 1970-1980 et intitulée Centopagine : des livres atypiques ni trop courts ni trop longs dont les textes n'entraient dans aucun format standard de l'édition commerciale.
À partir de 2002, Olivier Gadet s'associe avec Philippe Millot qui réalise le dessin et les mises en pages de tous les livres qu'il édite.
En 1999, Olivier Gadet publie son roman, Le Fredon, qui sera adapté au théâtre par Pascal Mengelle. La création de la pièce a lieu sur la scène nationale de la MC2 de Grenoble le 6 février 2007, avant d'être accueillie au Festival d'Avignon l'été suivant.
En 2002, il publie un pamphlet, J'emmerde Le Monde, contre le journal du même nom qui avait donné un article très approximatif sur le nouveau roman de Arthur Bernard : "Sur les trente-cinq ouvrages de littérature et de photographies publiés par les Éditions Cent Pages entre 1987 et 1997, trois ont fait l'objet d'une mention dans Le Monde des livres. C'est plus qu'il n'en faut. Je vais m'employer à ce qu'à l'avenir cela ne se reproduise plus."

## Œuvre
- Les Jeunes Visiteurs, de Daisy Ashford, traduit de l'anglais par Olivier Gadet. Éditions Cent Pages, Grenoble, 1987; deuxième édition revue 2021  (ISBN 978-2-9163-9076-5)
- Bouquet d'injures et d'horions, avec Arthur Bernard. Éditions Cent Pages, Grenoble, 1990. 2e édition 2000  (ISBN 978-2-9163-9020-8)
- Le Fredon, éditions Climats, 1999  (ISBN 2-8415-8138-1)
- Lettres d'amour, avec Arthur Bernard. Éditions Cent Pages, Grenoble, 2001  (ISBN 2-906724-68-8)
- J'emmerde Le Monde. Éditions Cent Pages, Grenoble, 2002. 2e édition, bilingue avec traduction en anglais de Bernard Hœpffner, 2003  (ISBN 2-906724-86-6)
- Variations Boujdour, avec 95 photographies de Philippe Poncet. Éditions Cent Pages, Grenoble, 2018  (ISBN 978-2-9163-9068-0)
- En attendant Andy Wahloo. Ich&Kar éditions, Paris, 2019  (ISBN 978-2-9546701-2-6)